# Leucophyllum revolutum
Leucophyllum revolutum là một loài thực vật có hoa trong họ Huyền sâm. Loài này được Rzed. mô tả khoa học đầu tiên năm 1955.